# Dauvilliers
Nicolas Dorné, dit Dauvilliers, est un acteur français né vers 1646 et mort à l'asile de Charenton le 15 août 1690.

## Biographie
Dauvilliers joue au Théâtre du Marais de 1671 à 1673, puis à l'Hôtel Guénégaud dans la troupe du Roy et fait partie des premiers sociétaires de la Comédie-Française.
En 1672 il crée au Marais le premier rôle de Pulchérie de Pierre Corneille, puis en 1681 celui d'Abderamen dans Zaïde de Jean de La Chapelle.
Acteur fort laid, Dauvilliers était excédé par les succès de Michel Baron et il fut en butte à la haine de la dauphine Marie-Anne de Bavière : il devint fou et fut enfermé à Charenton où il mourut en 1690.

## Rôles
- 1672 : Pulchérie de Pierre Corneille
- 1680 : Les Femmes savantes de Molière, Comédie-Française : Ariste[1]
- 1681 : Bérénice de Jean Racine, Comédie-Française : Titus
- 1681 : Zaïde de Jean de La Chapelle : Abderamen
- 1685 : Bérénice de Jean Racine, Comédie-Française : Antiochus